# Bury Mount
Bury Mount är ett slott i Storbritannien.   Det ligger i grevskapet Northamptonshire och riksdelen England, i den södra delen av landet, 90 km nordväst om huvudstaden London. Bury Mount ligger 94 meter över havet.
Terrängen runt Bury Mount är platt. Runt Bury Mount är det ganska tätbefolkat, med 160 invånare per kvadratkilometer. Närmaste större samhälle är Northampton, 14,8 km nordost om Bury Mount. Trakten runt Bury Mount består till största delen av jordbruksmark.